# Buenos Aires Herald
De Buenos Aires Herald was een Engelstalig dagblad in de Argentijnse hoofdstad Buenos Aires. De krant werd in 1876 opgericht en had een oplage van zo'n 20.000 exemplaren, totdat de krant in 2017 stopte.

## Geschiedenis
De Buenos Aires Herald werd in 1876 opgericht door de Schot William Cathcart als de Buenos Ayres Herald in de Argentijnse hoofdstad. In eerste instantie bestond het uit één vel, maar, nadat Cathcart de krant een jaar later verkocht, kreeg de Herald een inhoud die meer paste bij een krant en werd hij dagelijks in plaats van wekelijks uitgegeven. De krant besteedde in die tijd veel aandacht aan de scheepvaart en het werd een belangrijke nieuwsbron voor de Engelstaligen in Buenos Aires.
Tijdens de militaire dictatuur in Argentinië tussen 1976 en 1983 was de Buenos Aires Herald onder leiding van de Britse journalist Robert Cox de enige krant die berichtte over de gedwongen verdwijningen van tegenstanders van het regime. Cox en zijn gezin verlieten vanwege bedreigingen het land in 1979. Ook Andrew Graham-Yooll, schrijver voor de Herald, verliet onder dat regime het land in ballingschap.